# Exbivirumab
L'Exbivirumab è un anticorpo monoclonale di tipo umano, che viene utilizzato per il trattamento delle infezioni epatiche. Sviluppato in particolare per le infezioni da epatite B.
Il farmaco agisce sull'antigene di superficie delle cellule epatitiche.